# Воля-Житовська
Воля-Житовська (пол. Wola Żytowska) — село в Польщі, у гміні Паб'яниці Паб'яницького повіту Лодзинського воєводства.
Населення — 150 осіб (2011).

## Демографія
Демографічна структура станом на 31 березня 2011 року:
|          | Загалом | Допрацездатний вік | Працездатний вік | Постпрацездатний вік |
| -------- | ------- | ------------------ | ---------------- | -------------------- |
| Чоловіки | 76      | 12                 | 56               | 8                    |
| Жінки    | 74      | 13                 | 45               | 16                   |
| Разом    | 150     | 25                 | 101              | 24                   |